# Пеженга
Пеженга — река в России, протекает по Кологривскому району Костромской области. Устье реки находится в 289 км по левому берегу реки Унжа. Длина реки составляет 64 км. Площадь водосборного бассейна — 406 км².
Исток Пеженги находится северо-восточнее нежилой деревни Ульшма. Всё течение Пеженги проходит по ненаселённому лесу. В верхнем течении течёт на северо-запад, в районе впадения Выношковы и Тиновки поворачивает на юго-запад. Русло крайне извилистое. В среднем течении на берегу — нежилая деревня Ардомысиха. Впадает в Унжу восточнее деревни Акатово в 8 км выше посёлка Ужуга.

## Притоки (км от устья)
- 6,1 км: река Пешпарт (лв)
- река Тиновка (пр)
- река Талица (пр)
- река Юрманга (пр)
- 37 км: река Выношкова (пр)

## Данные водного реестра
По данным государственного водного реестра России относится к Верхневолжскому бассейновому округу, водохозяйственный участок реки — Унжа от истока и до устья, речной подбассейн реки — Бассей притоков Волги ниже Рыбинского водохранилища до впадения Оки. Речной бассейн реки — (Верхняя) Волга до Куйбышевского водохранилища (без бассейна Оки).
Код объекта в государственном водном реестре — 08010300312110000015358.